# Coubalan
Coubalan (ou Koubalan) est un village du Sénégal situé en Basse-Casamance (Fogny), entre Bignona et Ziguinchor. C'est le chef-lieu de la communauté rurale de Coubalan, dans l'arrondissement de Tenghory, le département de Bignona et la région de Ziguinchor.
Lors du dernier recensement (2002), la localité comptait 1 337 habitants et 186 ménages.